# تيرينس أونيل
تيرينس أونيل (بالإنجليزية: Terence O’Neill)‏ هو سياسي أيرلندي وبريطاني، ولد في 10 سبتمبر 1914 في مقاطعة أنترم في المملكة المتحدة، وتوفي في 12 يونيو 1990 في هامبشير في المملكة المتحدة. حزبياً، نشط في حزب ألستر الوحدوي. وقد انتخب عضو برلمان أيرلندا الشمالية وانتخب عضو مجلس اللوردات (23 يناير 1970 – 12 يونيو 1990) وانتخب Prime Minister of Northern Ireland ‏ (25 مارس 1963 – 1 مايو 1969).

## روابط خارجية
- تيرينس أونيل على موقع مونزينجر (الألمانية)